# Museu de Arte Contemporânea de Campo Grande
O Museu de Arte Contemporânea, mais conhecido como MARCO, é um museu brasileiro localizado em Campo Grande, Mato Grosso do Sul.
Fundado em 17 de dezembro de 1991, a nova sede foi concluída em 2002.
Possui cerca de 1500 obras, de um acervo cuja origem remonta a Pinacoteca Estadual, e obras que mostram o percurso das artes plásticas sul-mato-grossenses. Possui uma sala com acervo permanente e quatro salas para exposições temporárias, além de biblioteca, salas de aula, ateliê e auditório. O museu está localizado no Parque das Nações Indígenas.
O curador do local, o artista plástico Humberto Espíndola, promove exposições reunindo artistas regionais, nacionais e internacionais. (A única capital brasileira a ver as tapeçarias de Violeta Parra foi Campo Grande, por exemplo, no Marco.) Vale uma visita ao museu sempre, independentemente da programação. O local é uma boa opção para simplesmente passar o tempo. As cinco salas são amplas e convidativas.
Entre os artistas regionais estão: Conceição dos Bugres, Genésio Fernandes, Isaac de Oliveira, Jorapimo, José Carlos da Silva (Índio), Lídia Baís, Thetis Selingardi e Vânia Pereira, entre outros.